# فيليب فيرنت
فيليب فيرنت (بالفرنسية: Philippe Vernet)‏ مواليد 13 مايو 1961 في فرنسا، هو دراج فرنسي سابق. سبق أن شارك في دورة الألعاب الأولمبية الصيفية.

## روابط خارجية
- فيليب فيرنت على موقع أرشيف الدراجات (الإنجليزية)
- فيليب فيرنت على موقع أوليمبيديا (الإنجليزية)